# Albert Ruskin Cook
Sir Albert Ruskin Cook (ur. 1870 w Hampstead, zm. 23 kwietnia 1951 w Kampali) – brytyjski lekarz, praktykujący w Ugandzie.

## Życiorys
Ukończył Trinity College na Uniwersytecie Cambridge. Razem z żoną Katharine Cook (1863-1938) założył w Ugandzie szkoły przygotowujące do rodzicielstwa. Był przewodniczącym ugandyjskiej filii British Medical Association, w 1918 został odznaczony Orderem Imperium Brytyjskiego.